# Tokugawa Mitsukuni
Tokugawa Mitsukuni (徳川 光圀, , 11 de junho de 1628 - 14 de janeiro de 1701), também chamado de  Mito Kōmon (水戸黄門) foi um proeminente Daimyō conhecido por sua influência na política do início do Período Edo da História do Japão . Foi o terceiro filho de Tokugawa Yorifusa (que por sua vez foi o decimo primeiro filho de Tokugawa Ieyasu) e sucedeu-lhe, tornando-se o segundo Daimyō de Mito 

## Vida
Mitsukuni foi responsável por montar a escola do han Mitogaku com a tarefa compilar uma enorme história japonesa, Dai Nihon shi (A História do Grande Japão) . Nela, afirmava que o  Japão deveria ser governada por imperadores enfatizando o respeito pela corte imperial e pelas divindades xintoístas. Isto ajudou a ascensão do nacionalismo no final do shogunato e abriu passagem para a Restauração Meiji.
Em 1657, aos 27 anos, se casou com uma filha do kampaku Konoe Nobuhiro . Era conhecido como um grande gourmet do período Edo. Foi um dos primeiros japoneses a comer lamen, bem como rotineiramente desfrutar de comidas exóticas como o vinho e o iogurte. Mitsukuni teve um filho, que assumiu o sobrenome Matsudaira. Além disso, Mitsukuni adotou o filho de seu irmão mais velho, Tokugawa Tsunaeda, que se tornou seu herdeiro.
Em 1661, aos 34 anos, se tornou o Daimyō do Mito  . Ele antecipou a divisão forçada entre o Xintoísmo e o Budismo (Shinbutsu Bunri), da Restauração Meiji implantou a política de fusão de templos para um por aldeia (política de uma aldeia, uma santuário 一 村 一 社 Isson issha) .  Aos 63 anos, foi agraciado com o Título de Gon-Chūnagon (Conselheiro Provisório de Segundo Escalão) do Daijō-kan. Em 1691, retirou-se para sua casa de campo, Seizan-lo.
Ele morreu em sua casa de campo em 1701. Recebeu postumamente os Títulos de Chūnagon (1869) e Dainagon (1900) . Agora está se considerando torná-lo um kami . 

 